# Eldora (Iowa)
Eldora ist eine Stadt und Verwaltungssitz des Hardin County in Iowa in den Vereinigten Staaten. Die Stadt liegt in der Nähe des Iowa River sowie des Pine Lake State Park. Das U.S. Census Bureau hat bei der Volkszählung 2020 eine Einwohnerzahl von 2.663 ermittelt.

## Demografie
Zum Zeitpunkt der Volkszählung im Jahre 2000 (U.S. Census 2000) hatte die Stadt 3.035 Einwohner auf einer Landfläche von 11,3 km². Das Durchschnittsalter betrug 39,4 Jahre (nationaler Durchschnitt der USA: 35,3 Jahre). Das Pro-Kopf-Einkommen (engl. per capita income) lag bei 15.459 US-Dollar (nationaler Durchschnitt der USA: 21.587 US-Dollar). 6,9 % der Einwohner lagen mit ihrem Einkommen unter der Armutsgrenze (nationaler Durchschnitt der USA: 12,4 %). Etwa 35 % der Einwohner sind deutschstämmig.

## Sonstiges
In einem Haus in Eldora (Eldora Twister Movie House) wurde die bekannte Schlussszene des Films Twister gedreht.